# Wildlife Generation Pro Cycling
Wildlife Generation Pro Cycling ist ein US-amerikanisches Radsportteam mit Sitz in San Marcos.
Die Mannschaft besitzt eine UCI-Lizenz als Continental Team und nimmt hauptsächlich an Rennen der UCI America Tour teil. Manager ist Danny Van Haute.

## Geschichte
Das Team wurde im Jahr 1999 gegründet. Von 2000 bis 2018 war Hauptsponsor die US-amerikanische Firma Jelly Belly Candy Company, die unter dem Markennamen Jelly Belly in Fairfield/Kalifornien sogenannte Geleebohnen produziert. Die Mannschaft wurde von 2010 bis 2013 mit Fahrrädern der Marke Focus, von 2014 bis 2018 mit Argon 18 ausgestattet.
Seit der Saison 2019 ist neuer Namensgeber die Wildlife Generation, eine amerikanische Vereinigung zur Förderung des friedlichen Zusammenlebens mit Wildtieren und zum Schutz des Planeten durch Nachhaltigkeit von Lebensräumen und gesunde Ökosysteme. Neuer Radausrüster ist Specialized.

## Saison 2021

### Erfolge
| Datum      | Rennen                         | Kat. | Fahrer          |
| ---------- | ------------------------------ | ---- | --------------- |
| 10. Juli   | Grand Prix Erciyes             | 1.2  | Alex Hoehn      |
| 20. August | NM Rumänien – Einzelzeitfahren | NC   | Serghei Țvetcov |
| 22. August | NM Rumänien – Straßenrennen    | NC   | Serghei Țvetcov |

## Saison 2020

### Erfolge
- keine -

## Saison 2019

### Erfolge
| Datum        | Rennen                     | Kat. | Fahrer          |
| ------------ | -------------------------- | ---- | --------------- |
| 7. September | 2. Etappe Tour de Hokkaidō | 2.2  | Stephen Bassett |

## Saison 2018

### Erfolge in der UCI America Tour
| Datum    | Rennen                   | Kat. | Fahrer     |
| -------- | ------------------------ | ---- | ---------- |
| 14. Juni | 2. Etappe Tour de Beauce | 2.2  | Jack Burke |

## Saison 2017

### Erfolge in der UCI America Tour
| Datum      | Rennen                     | Kat. | Fahrer          |
| ---------- | -------------------------- | ---- | --------------- |
| 12. August | 3. Etappe Colorado Classic | 2.HC | Serghei Tvetcov |

### Erfolge in der UCI Asia Tour
| Datum          | Rennen                        | Kat. | Fahrer      |
| -------------- | ----------------------------- | ---- | ----------- |
| 25. August     | 1. Etappe Tour of Xingtai     | 2.2  | Jacob Rathe |
| 25.–27. August | Gesamtwertung Tour of Xingtai | 2.2  | Jacob Rathe |

### Mannschaft
| Teamkader 2017                            | Teamkader 2017    | Teamkader 2017     | Teamkader 2017                           |
| Name                                      | Geburtsdatum      | Land               | Vorheriges Team                          |
| ----------------------------------------- | ----------------- | ------------------ | ---------------------------------------- |
| Sean Bennett                              | 31. März 1996     | Vereinigte Staaten | An Post-ChainReaction (2016)             |
| Joshua Berry                              | 1. Dezember 1990  | Vereinigte Staaten | SmartStop (2014)                         |
| Ulises Castillo                           | 5. März 1992      | Mexiko             | Start Vaxes-Partizan Cycling Team (2016) |
| Jordan Cheyne                             | 2. Oktober 1991   | Kanada             |                                          |
| Angus Morton                              | 11. Juli 1989     | Australien         |                                          |
| Jacob Rathe                               | 13. März 1991     | Vereinigte Staaten | Garmin-Sharp (2013)                      |
| Michael Sheehan                           | 6. März 1992      | Vereinigte Staaten |                                          |
| Taylor Sheldon                            | 31. März 1987     | Vereinigte Staaten | 5-Hour Energy (2014)                     |
| Serghei Țvetcov                           | 29. Dezember 1988 | Rumänien           | Androni Giocattoli-Sidermec (2016)       |
| Benjamin Wolfe                            | 15. Juli 1993     | Vereinigte Staaten |                                          |
| Keegan Swirbul                            | 2. September 1995 | Vereinigte Staaten | Axeon (2015)                             |
|                                           |                   |                    |                                          |
| Quellen: ProCyclingStats Cycling Quotient |                   |                    |                                          |

## Saison 2008

### Erfolge in der Asia Tour
| Datum        | Rennen                   | Fahrer    |
| ------------ | ------------------------ | --------- |
| 14. November | 3. Etappe Tour of Hainan | Brad Huff |
| 16. November | 5. Etappe Tour of Hainan | Brad Huff |

## Platzierungen in UCI-Ranglisten
UCI America Tour
| Saison | Mannschaftswertung | Fahrerwertung          |
| ------ | ------------------ | ---------------------- |
| 2005   | 4.                 | Danny Pate (27.)       |
| 2006   | 11.                | Caleb Manion (82.)     |
| 2007   | 27.                | Alex Candelario (153.) |
| 2008   | 21.                | Brad Huff (43.)        |
| 2009   | -                  | -                      |
| 2010   | 14.                | Will Routley (46.)     |
| 2011   | 22.                | Ken Hanson (48.)       |
| 2012   | 26.                | Brad Huff (75.)        |
| 2013   | 8.                 | Fred Rodriguez (18.)   |
| 2014   | 9.                 | Serghei Țvetkov (6.)   |
| 2015   | 15.                | Gavin Mannion (34.)    |
| 2016   | 4.                 | Lachlan Morton (6.)    |

UCI Asia Tour
| Saison | Mannschaftswertung | Fahrerwertung             |
| ------ | ------------------ | ------------------------- |
| 2007   | 20.                | James Meadley (23.)       |
| 2008   | 41.                | Nicholas Sanderson (130.) |
| 2009   | 16.                | Brad Huff (46.)           |
| 2010   | 5.                 | Kiel Reijnen (12.)        |
| 2011   | 27.                | Brad Huff (77.)           |
| 2012   | 37.                | Brad Huff (111.)          |
| 2013   | -                  | -                         |
| 2014   | 65.                | Luis Lemus (183.)         |
| 2015   | -                  | -                         |
| 2016   | 86.                | Lachlan Morton (413.)     |

UCI Europe Tour
| Saison    | Mannschaftswertung | Fahrerwertung       |
| --------- | ------------------ | ------------------- |
| 2009-2013 | -                  | -                   |
| 2014      | 114.               | Nic Hamilton (577.) |
| 2015-2016 | -                  | -                   |

UCI Oceania Tour
| Saison    | Mannschaftswertung | Fahrerwertung           |
| --------- | ------------------ | ----------------------- |
| 2006      | 26.                | Alex Candelario (82.)   |
| 2007      | -                  | -                       |
| 2008      |                    |                         |
| 2009      | 15.                | Will Routley (33.)      |
| 2010      | 14.                | Bernard Van Ulden (19.) |
| 2011      | 8.                 | William Dickeson (12.)  |
| 2012-2014 | -                  | -                       |
| 2015      | 14.                | Lachlan Morton (46.)    |
| 2016      | -                  | -                       |